# Kozača Lopaň
Kozača Lopaň (ukrajinsky Козача Лопань) je sídlo na severu Charkovské oblasti. Po administrativně-teritoriální reformě v červenci 2020 patří do Charkovského rajónu, do té doby byla součástí zaniklého Derhačského rajónu. Žije zde přibližně 4 900 obyvatel. V roce 2017 to bylo 5 290 a při sčítání lidu v roce 2001 bylo zjištěno 5 878 obyvatel.

## Geografie
Kozača Lopaň leží na řece Lopaň, přítoku Udy přibližně 25 kilometrů severně od Derhači, 40 kilometrů severně od Charkova a dva kilometry od hranice s Ruskem. U nedaleké vesnice Hoptivka se nachází silniční hraniční přechod. Sídlem prochází železnice na trase Charkov–Moskva a místní železniční stanice slouží jako kontrolní stanoviště.

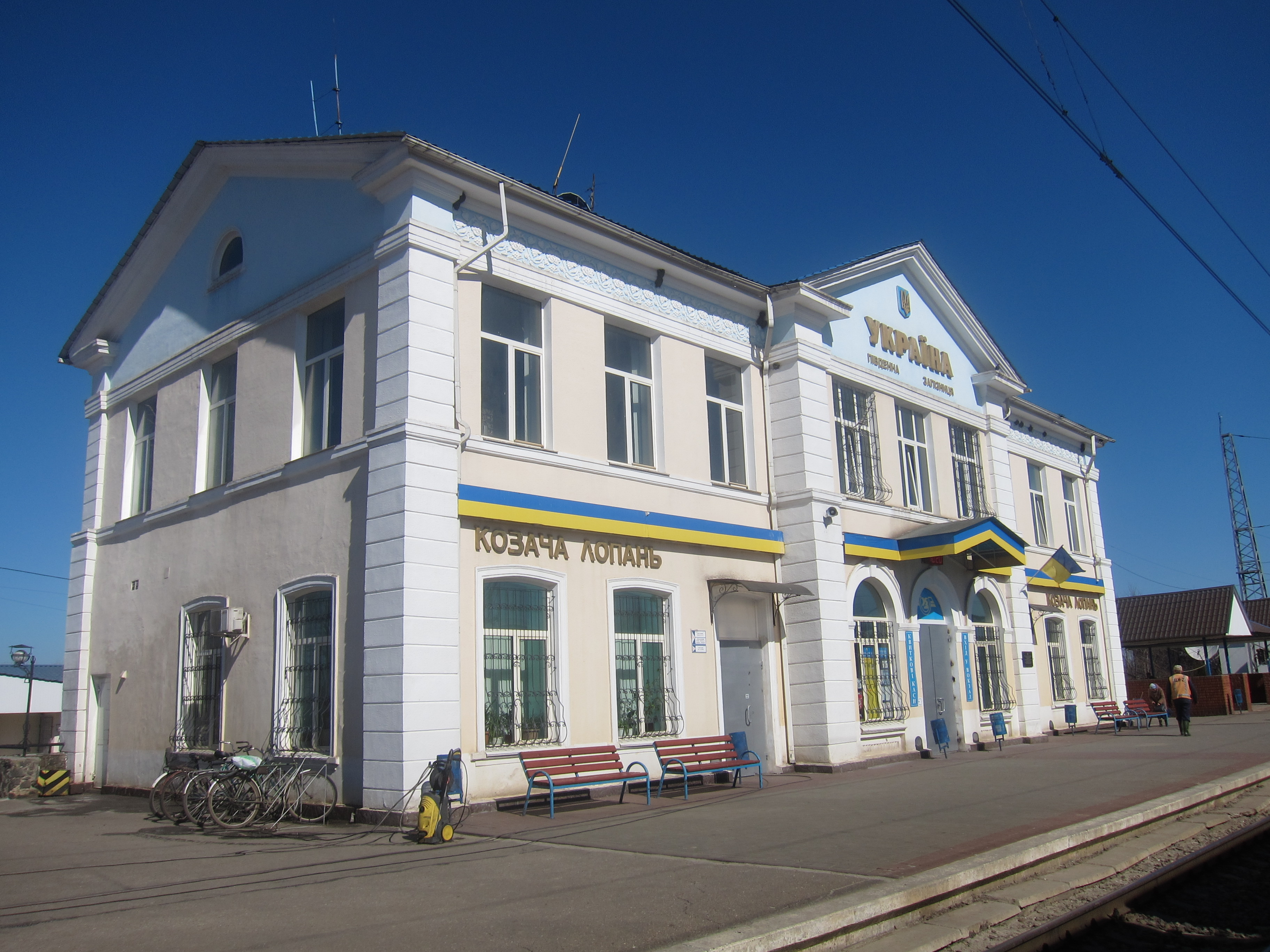
Železniční stanice Kozača Lopaň v roce 2018

## Historie
Na území sídla byly nalezeny pozůstatky tří osad z doby bronzové a dvou skytských osad. První zmínky o sídle Kozača Lopaň pochází ze 60. let 17. století. Podle sčítání zde v roce 1864 žilo 2 539 osob, k roku 1914 se počet obyvatel zvýšil na 3 848. Během hladomoru v letech 1932–33 zde podle záznamů zahynulo 104 lidí. V letech 1938–2024 byla sídlem městského typu. Za druhé světové války se zde vedly tuhé boje a sídlo bylo značně poničeno. Během ruské invaze na Ukrajinu v roce 2022 byla Kozača Lopaň poškozena a od konce února okupována. Na začátku září se ruští vojáci během úspěšného ukrajinského protiútoku na východě oblasti podle hlášení místních stáhli bez boje. Podle ukrajinské policie bylo okupanty místní nádraží přeměněno v provizorní vězení a v jeho sklepě mělo docházet k mučení.